# 완주 위봉사 요사
완주 위봉사 요사(完州 威鳳寺 寮舍)은 대한민국 전북특별자치도 완주군에 있는 건축물이다. 1976년 4월 2일 전라북도의 유형문화재 제69호로 지정되었다.

## 개요
주촬산 남쪽 기슭에 위치한 위봉사는 처음 지어진 연대는 확실하지 않다. 통일신라말 최용각이라는 사람이 이곳에서 세 마리의 봉황이 절터를 에워싸고 싸우는 모습을 보고 위봉사라 하였다고 전한다.
조선 고종 5년(1868) 포련선사가 60여 칸의 건물을 지을 당시만 해도 큰 규모의 사찰이었으나, 여러 번의 화재로 인해 지금은 그 규모가 매우 축소되었다. 현재는 보광명전과 칠성각·시왕전·요사채 정도의 건물만이 남아있다. 요사는 스님들이 생활하는 공간을 말하는데, 위봉사의 요사채는 앞면은 극락전으로 뒷면은 요사로 사용되는 특이한 구조를 가지고 있다.
위봉사에는 『묘법연화경판』과 『동국여지승람목각판』이 보관되어 있었으나, 지금은 동국대학교박물관과 전주시립박물관에 30여 쪽이 보관되어 있다.

## 현지 안내문
스님들의 거처인 이 건물은 중심법당인 보광명전의 오른쪽에 자리잡고 있다. 요사라고 하지만 앞면 중앙은 대청마루를 둔 법상으로 '관음전'이라고 이름 붙였다. 그 좌우에 실제 스님들의 거처인 요사체를 두어 건물 평면이 일자형을 이룬다. 조선 고종 5년(1868년)에 절 확장을 위한 큰 공사가 있었는데, 건물의 짜임새를 보아 이 요사도 그때 지은 듯하다. 조선시대 주택의 구조를 취하면서도 일부를 법당형식으로 장식하였다. 관음전과 승방, 부엌 등은 지붕의 높낮이가 서로 달라 그 기능에 따라 품격의 차이를 두었음을 알 수 있다.

## 갤러리

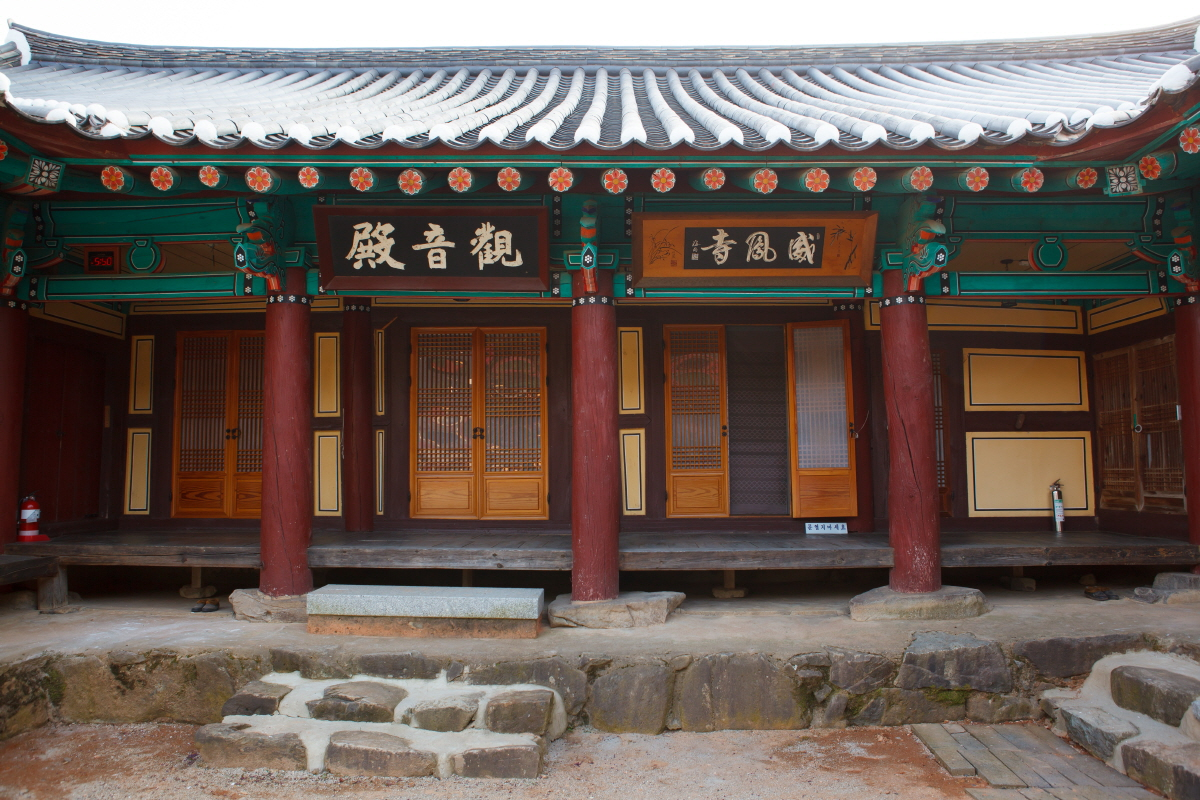
돌계단과 현판
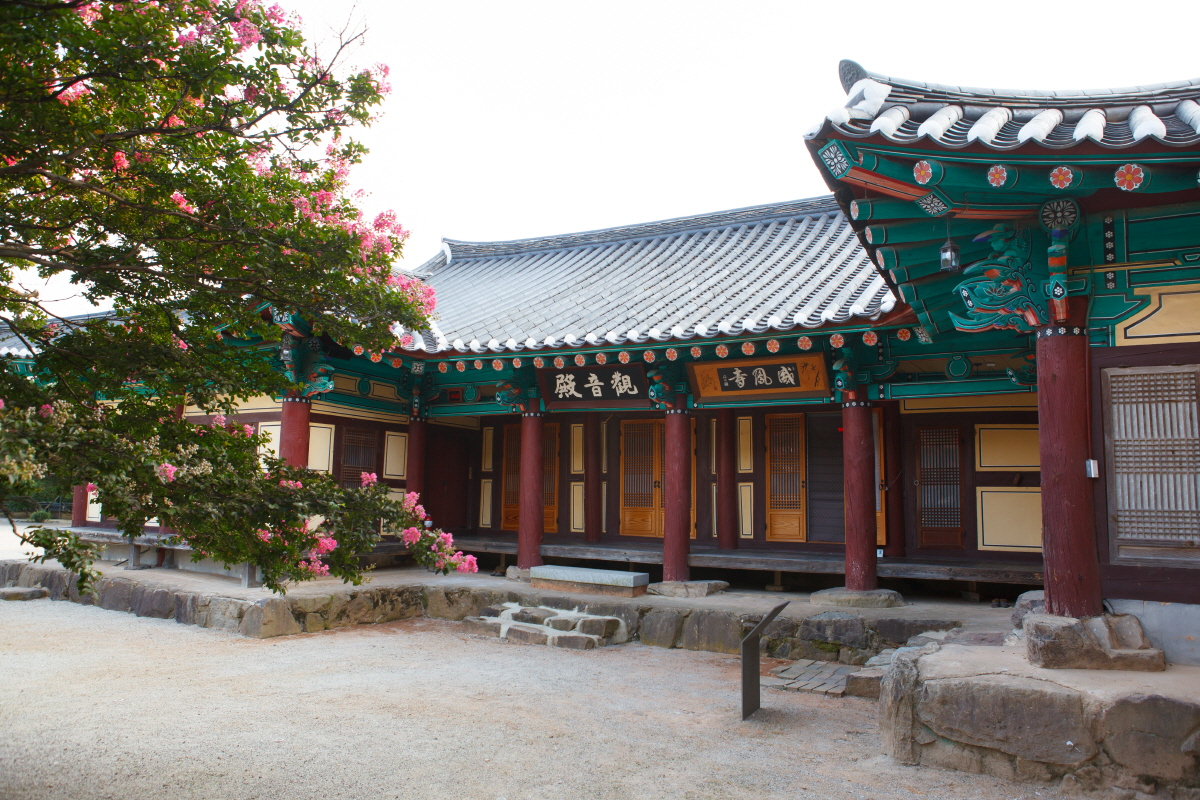
위봉사 요사
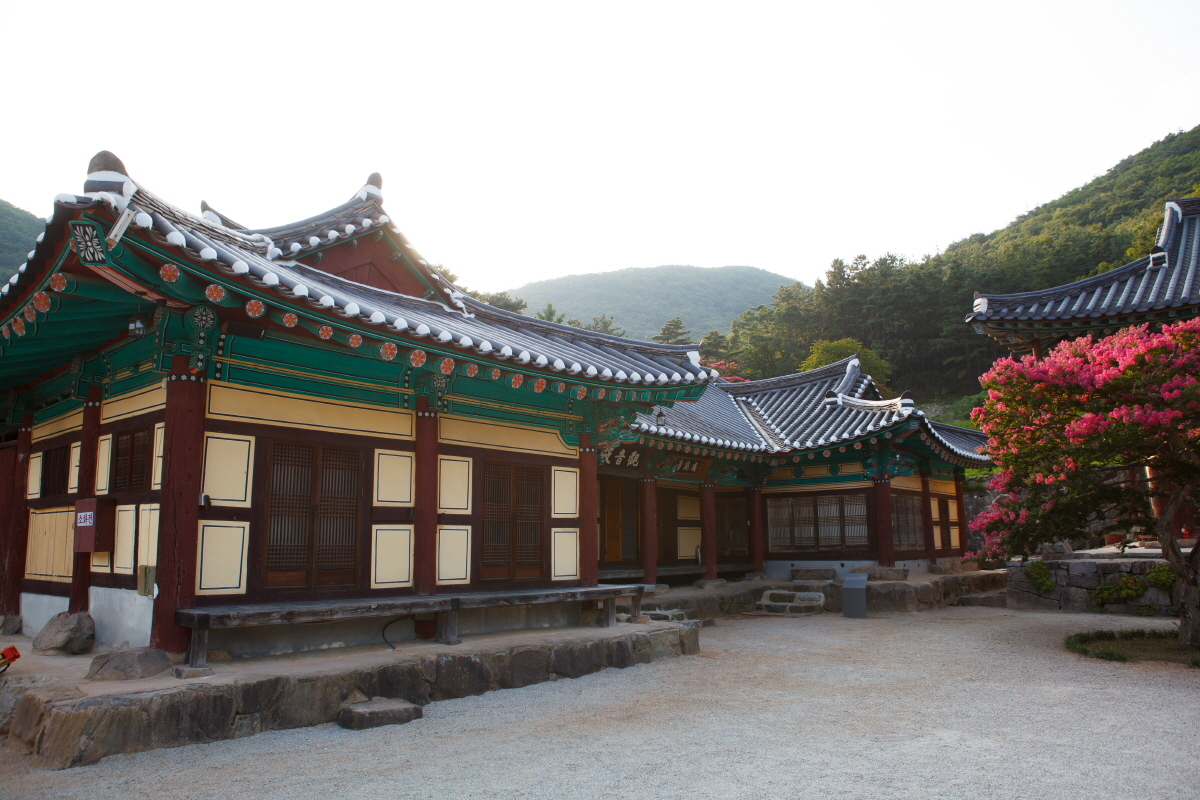
전경1

## 참고 자료
- 위봉사요사 - 국가유산청 국가유산포털